# S/2011 J 1
S/2011 J 1 (Jupiter LXXII)は、木星の第72衛星。2011年にハワイ大学のスコット・S・シェパードによって発見され、S/2011 J 1 という仮符号が与えられた。2011年7月27日以降に行われた観測によって撮影され、2012年1月29日に小惑星センターのサーキュラーで発見が報告された。観測にはマゼラン望遠鏡が用いられた。
S/2011 J 1 は2011年の発見報告以来しばらくの間観測報告がなく、見失われた状態にあった。しかし2018年9月17日に、シェパードらの観測チームによって再発見されたことが報告され、同年9月25日に Jupiter LXXII という確定番号が与えられた。再発見の観測には、マゼラン望遠鏡とセロ・トロロ汎米天文台が用いられた。なお2018年時点では衛星への命名は行われていない。
S/2011 J 1 の軌道傾斜角は 165.318° で、木星の自転とは逆向きに公転する逆行衛星である。カルメ群に属する衛星だと考えられている。